# 微分形式
数学における微分形式（びぶんけいしき、英: differential form）とは、微分可能多様体上に定義される共変テンソル場である。微分形式によって多様体上の局所的な座標の取り方によらない関数の微分が表現され、また多様体の内在的な構造のみによる積分は微分形式に対して定義される。微分多様体上の微分形式は共変テンソルとしての座標変換性によって、あるいは接ベクトル空間上の線型形式の連続的な分布として定式化される。また、代数幾何学・数論幾何学や非可換幾何学などさまざまな幾何学の分野でそれぞれ、この類推として得られる微分形式の概念が定式化されている。

## 概要
エリ・カルタンによって微分方程式を幾何学的に捕らえようとする試みから生まれた微分形式は、解析学や幾何学のいろいろな概念や公式を統一的な視点からまとめ、形式的な計算により多くの結果を得、多様体などの図形を調べるのにも非常に強力な道具になっていった。
n 次元ユークリッド空間において、座標が (x1, x2, …, xn) で与えられているとき、n 変数関数 f(x1, x2, …, xn) を微分 0 形式といい、 余接ベクトル場 f1 dx1 +  f2 dx2 + ⋯ +  fn dxn の事を 微分 1 形式という。係数となっているfk は変数を省略してあるが関数である。これは関数の全微分で現れる式と同じである。2 次以上の微分形式は微分形式同士をテンソル積でかけ合わせることにより得られる。例えば p 次の微分形式 ξ と q 次の微分形式 η のテンソル積は
{\displaystyle \xi \otimes \eta }
と書かれる。しかし、通常はこのような一般的すぎる積の代わりに何らかの対称性を課した対称微分形式や交代微分形式がもちいられる。いずれも、座標のとりかたによらない幾何学的な量を表すものであるが、区別するためにも、このテンソル積の記号はあまり用いられない。対称微分形式は、リーマン計量などを表現するときによく使われ、
{\displaystyle \sum a_{ij}\,\mathrm {d} x_{i}\,\mathrm {d} x_{j}}
のような形でテンソル積の記号は省略して書かれる。 dx2 といった形で指数にして表してしまうこともある。
リーマン計量は多様体上の各点での接ベクトルの大きさを定めるものであり、局所的に線素の「長さ」を定めていることになる。ガウスが曲面論で示したように、このような局所的な情報から、多様体全体の形や大きさをかなりの程度知ることができる。
交代微分形式の方は、テンソル積の代わりに外積代数の積としての記号 ∧ を用い
{\displaystyle \sum a_{ij}\,\mathrm {d} x_{i}\wedge \mathrm {d} x_{j}}
の形に書かれる。交代微分形式は、向きの与えられた幾何学的な量を表している。
{\displaystyle \mathrm {d} x_{i}\wedge \mathrm {d} x_{j}=-\mathrm {d} x_{j}\wedge \mathrm {d} x_{i}}
という関係式を満たし {dxk} の並ぶ順序の入れ替えに応じて符号が変わる（対称微分形式では符号は変わらない）。こういった符号の反転を内包させることによって積分する変数の「向き」を捉えられることになる。したがって微分形式の積分として得られる面積や体積などの量にも符号が導入され、負の面積や負の体積といったものも現れるが、そうすることによって重積分における座標変換の公式などが、非常に簡明に計算できるようになる。
さらに交代微分形式の微分からド・ラーム・コホモロジーが得られ、解析的な計算によって多様体全体の形を調べることができる。
特に何の指定も無い場合、（高次元の）微分形式というと、交代微分形式の方を指すことが多い。この項目でも交代微分形式を中心に扱う。

## 定義

### 微分形式
n 次元微分可能多様体 M を考える。分かりにくい時は特別な場合として M を n 次元ユークリッド空間 Rn で考えるとよい。領域 D 上で定義された Cr 級関数（r 回連続微分可能関数）の事を、 Cr 級 0 次微分形式、あるいは、Cr 級微分 0 形式などという。:特に混乱の問題がない場合には Cr 級などは省略される。どこにも言及されていない場合、微分形式に対しては C∞ 級など、様々な操作が自由に行えるだけの連続微分可能性を持つとみなすことが多い。いずれにせよ最も扱いやすい C∞ 級の関数はより荒い関数たちを近似するのに十分なだけ豊富に存在する。
M のそれぞれの点 p に対して p における余接ベクトル ξp ∈ T*p(M) を、 p に関して連続的に与える対応のことを1 次微分形式、あるいは、微分 1 形式などという。したがって微分形式は余接束の切断、つまり余接ベクトル場だということになる。M の点 p0 のまわりの座標系が具体的に {x1, x2, …, xn} で与えられているとき、 p0 のまわりでの1 次微分形式は
{\displaystyle f_{1}(p)\,{\mathrm {d} x_{1}}^{p}+f_{2}(p)\,{\mathrm {d} x_{2}}^{p}+\dotsb +f_{n}(p)\,{\mathrm {d} x_{n}}^{p}}
のように表示できる。係数の fi(p) などは、 p0 のまわりの点 p に関する実数値関数である。これらが Cr 級で、そのことを強調したい場合には微分 0 形式の時のように Cr 級微分 1 形式のようにいう。
領域 D 上の微分 1 形式と ∧ を用いて構成される共変テンソル場
{\displaystyle \xi =\sum f_{i_{1},\dotsc ,i_{k}}\mathrm {d} x_{i_{1}}\wedge \dotsb \wedge \mathrm {d} x_{i_{k}}}
はD 上の k 次微分形式、あるいは、微分 k 形式などとよばれる。係数となる f は、それぞれ D 上の Cr 級関数である。この時の k を微分形式 ξ の次数という。D 上の微分 k 形式がなす空間は Ωk(D)  と書かれる。k の値に関係なく、これらをまとめて微分形式、あるいは、外微分形式などという。
M の点 p におけるk 次微分形式 ξ の値
{\displaystyle \xi _{p}=\sum f_{i_{1},\dotsc ,i_{k}}(p)\,{\mathrm {d} x_{i_{1}}}^{p}\wedge \dotsb \wedge {\mathrm {d} x_{i_{k}}}^{p}}
は p における余接ベクトルと外積代数の積 ∧ （外積、wedge）を用いて構成されており、これは p における余接空間 T*p(M) の k 次交代外積 {\textstyle \bigwedge ^{k}\mathrm {T} _{p}^{*}(M)} の元を与えている。dxi は余接ベクトルなので、接ベクトル上の線型形式であるが、ξp は接ベクトル空間 Tp(M) の k 個の直積 Tpk(M) を実数に写す
{\displaystyle \xi \colon \mathrm {T} _{p}^{k}(M)\to \mathbf {R} }
という関数で交代線型性を満たすものになっている。
微分 1 形式 ϕ1, …, ϕk によって
{\displaystyle \xi _{P}=\phi _{1}\wedge \dotsb \wedge \phi _{P}}
の形に書かれている微分 k 形式は、 Xi ∈ Tp(M), (i=1,…,k) に対して
{\displaystyle \xi _{P}{\bigl (}X_{1},X_{2},\dotsc ,X_{k}{\bigr )}={\frac {1}{k!}}\det {\begin{pmatrix}\phi _{1}(X_{1})&\phi _{1}(X_{2})&\cdots &\phi _{1}(X_{k})\\\phi _{2}(X_{1})&\phi _{2}(X_{2})&\cdots &\phi _{2}(X_{k})\\\vdots &\vdots &\ddots &\vdots \\\phi _{k}(X_{1})&\phi _{k}(X_{2})&\cdots &\phi _{k}(X_{k})\end{pmatrix}}}
という値を取るとする。 ϕi の線型性と行列式の性質から、ϕi および Xi のそれぞれについて多重線型性と交代性が分かる。

### 外微分
微分形式の「係数」になっている関数の微分を通じて、微分形式の次数を 1 つあげる線形写像
{\textstyle \mathrm {d} \colon \bigwedge ^{k}(D)\to \bigwedge ^{k+1}(D)}
が定義される。
正確には、この写像は k によって定義域や値域が異なる写像であり dk のように k を明示して区別すべきであるが、特に気にせず、どれも d で表すことが多い。
領域 D に座標系 {x1, x2, …, xn} が与えられているとき、微分 0 形式 すなわち D 上の関数 f には全微分
{\displaystyle \mathrm {d} f={\frac {\partial f}{\partial x_{1}}}\,\mathrm {d} x_{1}+{\frac {\partial f}{\partial x_{2}}}\,\mathrm {d} x_{2}+\dotsb +{\frac {\partial f}{\partial x_{n}}}\,\mathrm {d} x_{n}}
を対応させる。これは座標系の選び方によらない量になっている。従って多様体 M 全体で定義された関数の外微分も、局所的には上の式によって定義することで、座標系の選択によらない自然な量として定義できる。
微分 k 形式
{\displaystyle \xi =\sum f_{i_{1},\dotsc ,i_{k}}\mathrm {d} x_{i_{1}}\wedge \dotsb \wedge \mathrm {d} x_{i_{k}}}
に対しては、微分 k+1 形式
{\displaystyle \mathrm {d} \xi =\sum \mathrm {d} f_{i_{1},\dotsc ,i_{k}}\wedge \mathrm {d} x_{i_{1}}\wedge \dotsb \wedge \mathrm {d} x_{i_{k}}}
を対応させる。これもふたたび局所的な座標系の取り方にはよらず、M 上の微分形式に対する外微分が考えられることになる。
このような写像 d を外微分（がいびぶん）とよぶ。任意の微分形式 ξ に対して 2 回外微分を施すと必ず
{\displaystyle \mathrm {d} (\mathrm {d} \xi )=0}
となる。これは2つの変数に関する偏微分同士の交換性によっている。

## 外積の計算
外積代数の詳細は当該項目に譲るとして、ここでは計算規則だけ述べる。微分 1 形式の順序を入れ替えると符号が反転する。
{\displaystyle \mathrm {d} x_{a}\wedge \mathrm {d} x_{b}=-\mathrm {d} x_{b}\wedge \mathrm {d} x_{a}} （交代性）
この性質から特に同じ 1 次微分形式の積は 0 である。
{\displaystyle \mathrm {d} x_{a}\wedge \mathrm {d} x_{a}=0}
もっと一般に、
{\displaystyle \mathrm {d} x_{i_{1}}\wedge \dotsb \wedge \mathrm {d} x_{i_{k}}=\operatorname {sgn} (\sigma )\,\mathrm {d} x_{\sigma (i_{1})}\wedge \dotsb \wedge \mathrm {d} x_{\sigma (i_{k})}}
である。ここで、 σ は置換であり、 sgn(σ) は置換 σ の符号である。
i1, …, ik を並べ替えたときに、それが奇置換なら符号は負になるということである。
したがって、次数の高い微分形式でも同じ微分 1 形式を含んでいたら 0 になる。
{\displaystyle \mathrm {d} x_{1}\wedge \mathrm {d} x_{3}\wedge \mathrm {d} x_{4}\wedge \mathrm {d} x_{1}=0}
関数 f については、どの微分 1 形式の係数と考えても良く
{\displaystyle f\,\mathrm {d} x_{a}\wedge \mathrm {d} x_{b}=(f\,\mathrm {d} x_{a})\wedge \mathrm {d} x_{b}=\mathrm {d} x_{a}\wedge (f\,\mathrm {d} x_{b})}
などが成り立つ。
微分 k 形式 ξ と微分 l 形式 η の外積 ξ ∧ η は、微分 k + l 形式となり、交代性から
{\displaystyle \xi \wedge \eta =(-1)^{kl}\eta \wedge \xi }
となることが分かる。
特に、k が奇数の時は
{\displaystyle \xi \wedge \xi =-\xi \wedge \xi }
となり
{\displaystyle \xi \wedge \xi =0}
が導かれる。これは、 同じ微分 1 形式の外積が 0 になるという事実の一般化である。偶数次の微分形式の時は 0 になるとは限らない。
また、和と積を組み合わせた演算では分配法則
(f1 dx1 + f2 dx2) ∧ (f3 dx3 + f4 dx4)  =  f1 f3 dx1 ∧ dx3  +  f1 f4 dx1 ∧ dx4  +  f2 f3 dx2 ∧ dx3  +  f2 f4 dx2 ∧ dx4
などが成り立つ。

## 座標変換と積分
R2 の領域 D で、座標系が {x1, x2} と 、{y1, y2} の 2 通りあり、座標変換が
{\displaystyle {\begin{aligned}y_{1}&=y_{1}(x_{1},x_{2})\\y_{2}&=y_{2}(x_{1},x_{2})\end{aligned}}}
と表されているならば、外微分と外積の計算により
{\displaystyle {\begin{aligned}\mathrm {d} y_{1}\wedge \mathrm {d} y_{2}&=\left({\frac {\partial y_{1}}{\partial x_{1}}}\,\mathrm {d} x_{1}+{\frac {\partial y_{1}}{\partial x_{2}}}\,\mathrm {d} x_{2}\right)\wedge \left({\frac {\partial y_{2}}{\partial x_{1}}}\,\mathrm {d} x_{1}+{\frac {\partial y_{2}}{\partial x_{2}}}\,\mathrm {d} x_{2}\right)\\&={\frac {\partial y_{1}}{\partial x_{1}}}{\frac {\partial y_{2}}{\partial x_{1}}}\,\mathrm {d} x_{1}\wedge \mathrm {d} x_{1}+{\frac {\partial y_{1}}{\partial x_{1}}}{\frac {\partial y_{2}}{\partial x_{2}}}\,\mathrm {d} x_{1}\wedge \mathrm {d} x_{2}\\&\qquad {}+{\frac {\partial y_{1}}{\partial x_{2}}}{\frac {\partial y_{2}}{\partial x_{1}}}\,\mathrm {d} x_{2}\wedge \mathrm {d} x_{1}+{\frac {\partial y_{1}}{\partial x_{2}}}{\frac {\partial y_{2}}{\partial x_{2}}}\,\mathrm {d} x_{2}\wedge \mathrm {d} x_{2}\\&={\frac {\partial y_{1}}{\partial x_{1}}}{\frac {\partial y_{2}}{\partial x_{2}}}\,\mathrm {d} x_{1}\wedge \mathrm {d} x_{2}+{\frac {\partial y_{1}}{\partial x_{2}}}{\frac {\partial y_{2}}{\partial x_{1}}}\,\mathrm {d} x_{2}\wedge \mathrm {d} x_{1}\\&=\left({\frac {\partial y_{1}}{\partial x_{1}}}{\frac {\partial y_{2}}{\partial x_{2}}}-{\frac {\partial y_{1}}{\partial x_{2}}}{\frac {\partial y_{2}}{\partial x_{1}}}\right)\,\mathrm {d} x_{1}\wedge \mathrm {d} x_{2}\\&={\frac {\partial (y_{1},y_{2})}{\partial (x_{1},x_{2})}}\,\mathrm {d} x_{1}\wedge \mathrm {d} x_{2}\end{aligned}}}
となる。最後の式の係数はヤコビアンである。この式は 2変数関数の重積分の変数変換の公式
{\displaystyle \iint f(y_{1},y_{2})\,\mathrm {d} y_{1}\mathrm {d} y_{2}=\iint f{\bigl (}y_{1}(x_{1},x_{2}),y_{2}(x_{1},x_{2}){\bigr )}\left|{\frac {\partial (y_{1},y_{2})}{\partial (x_{1},x_{2})}}\right|\mathrm {d} x_{1}\mathrm {d} x_{2}}
に似ている。このように微分形式を用いると、重積分の変数変換の公式を代数的な計算だけで導けるとも考えられる。
一般に Rn の領域 D で、座標系が {x1, x2, …, xn} と 、{y1, y2, …, yn} の 2 通りあり、座標変換が
{\displaystyle y_{m}=y_{m}(x_{1},x_{2},\dotsc ,x_{n})\quad 1\leq m\leq n}
のように表されるならば、 微分 k 形式は
{\displaystyle \mathrm {d} y_{i_{1}}\wedge \dotsb \wedge \mathrm {d} y_{i_{k}}=\sum _{j_{1}<\dotsb <j_{k}}{\frac {\partial {\bigl (}y_{i_{1}},y_{i_{2}},\dotsc ,y_{i_{k}}{\bigr )}}{\partial {\bigl (}x_{j_{1}},x_{j_{2}},\dotsc ,x_{j_{k}}{\bigr )}}}\mathrm {d} x_{j_{1}}\wedge \dotsb \wedge \mathrm {d} x_{j_{k}}}
と変換される。右辺の係数は、ヤコビアンである。
∑ が付くのは k < n の時を含めた一般の式だからである。
D ⊆ Rn において定義された微分 k 形式
{\displaystyle \xi =f\,\mathrm {d} x_{1}\wedge \dotsb \wedge \mathrm {d} x_{k}}
に対し、D 上の積分を
{\displaystyle \int _{D}\xi =\int _{D}f\,\mathrm {d} x_{1}\dotsm \mathrm {d} x_{k}}
で定義する。右辺は D で定義された重積分である。そしてこの定義は座標によらない。
通常は積分 {\textstyle \int f(x)\,\mathrm {d} x} において、∫ と dx は一対の記号であり、別々に用いることはできないが、微分形式としての意味を与えたことによって dx は一つの記号として意味を持ったことになる。

## 座標近傍による構成
n 次元微分可能多様体 M の座標近傍系 S = {(Uλ, ϕλ)  |  λ ∈ Λ} の任意の 2 つの座標近傍 (U1, ϕ1), (U2, ϕ2) に対し、U1 ∩ U2 が空でないならば座標変換
{\displaystyle {\bigl (}\phi _{1}\circ {\phi _{2}}^{-1}{\bigr )}\colon \phi _{2}(U_{1}\cap U_{2})\to \phi _{1}(U_{1}\cap U_{2})}
が存在する。
{\displaystyle {\begin{aligned}\phi _{1}&=(x_{1},\dotsc ,x_{n})\\\phi _{2}&=(y_{1},\dotsc ,y_{n})\end{aligned}}}

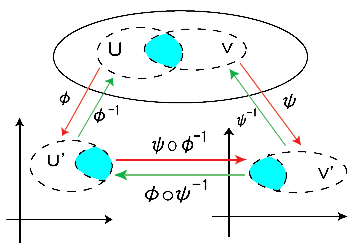
多様体上で座標近傍を張り合わせるのにあわせて微分形式も張り合わせていくことができる

であるとき、微分 k 形式の座標変換を上のように定め、U1 上の微分形式と U2 上の微分形式を同一視することにより、各座標近傍の上に定義される微分形式を張り合わせていくことができ、多様体上での微分形式が定義される。
微分可能多様体 M, N に対し Cs 級写像
{\displaystyle f\colon M\to N}
と N 上の微分形式 ξ が与えられたとき、 p ∈ M に対し q = f(p) とおくと
{\displaystyle {\begin{aligned}&f_{p}^{*}\colon \mathrm {T} _{q}^{*}(N)\to \mathrm {T} _{p}^{*}(M)\\&f^{*}(\xi _{q})=\xi _{q}\circ \mathrm {d} f_{p}\end{aligned}}}

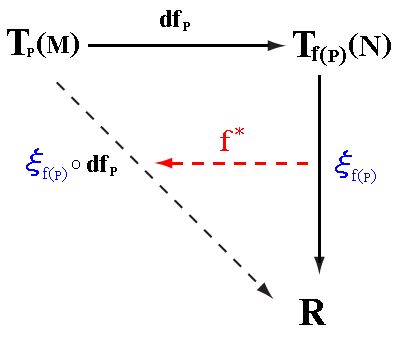
N 上の微分形式に M 上の微分形式を対応させる写像

という写像によって、q 上の微分形式 ξq に p 上の微分形式 fp*(ξp) を対応させることができる。これを M 全体に拡げた f* = {fp}p∈M を考えることにより N 上の微分形式 ξ に M の微分形式 f*(ξ) を対応させることができる。この f*(ξ) を ξ の f による引き戻し(pull back) という。
M と N は次元が異なってもよい。

## 多様体上の積分
向き付け可能な n 次元微分可能多様体 M に対し、座標近傍 {(Uk,φk)} が全て正の向きの座標系で与えられ、{Uk} が局所有限な開被覆であるとき、これに従属した1の分割 {fk} が存在する。 M 上の微分 n 形式 ξ が、Uk 上で ξk と表現されているとき、
{\displaystyle \int _{M}\xi =\sum _{k}\int _{U_{k}}f_{k}\xi _{k}}
によって、 M 上の ξ の積分を定義することができる。
多様体が局所的に Rn と見なせることから、局所的に計算した積分を足し合わせようという定義であり、開被覆で重なっている部分については 1 の分割により、重なっているそれぞれの座標近傍系に積分を割り振って計算しようということである。

## 閉形式と完全形式
微分 k 形式 ξ に、一回だけ外微分を作用させただけで
{\displaystyle \mathrm {d} \xi =0}
となるとき、 ξ を閉形式（へいけいしき、closed form）という。 k > 0 の時、微分 k 形式 ξ に対し
{\displaystyle \xi =\mathrm {d} \omega }
となるような微分 (k − 1) 形式 ω が存在する場合、 ξ の事を完全形式（かんぜんけいしき、exact form）という。完全形式は閉形式である、すなわち完全形式に外微分 d を施すと 0 になる。可縮な多様体（例えばユークリッド空間）であれば、ポアンカレの補題によって、逆が成り立つ。つまり閉形式は完全形式となる。しかしながら、これは一般には成り立たない（閉形式が完全形式であるとは限らない）。この閉形式と完全形式の違いは、多様体の幾何学的構造を反映しており、微分形式の重要な性質である。

## 関連図書
- 森田茂之：「微分形式の幾何学」、岩波書店、ISBN 4-00-005873-8 (2005年3月4日)。